# George Forsythe
George Forsythe   (State College, 8 de gener de 1917 - Stanford, 9 d'abril de 1972) va ser un matemàtic estatunidenc, especialitzat en ciències de la computació.

## Vida i Obra
Nascut a State College (Pennsilvània) va créixer i va ser educat a Ann Arbor (Michigan) on el seu pare era cap del departament de salut de la universitat de Michigan. Com que els seus pares eren quàquers va estudiar al Swarthmore College a Pennsilvània en el qual es va graduar en matemàtiques el 1937. Després va anar a la universitat de Brown on va obtenir el doctorat defensant una tesi sobre teoria de la sumabilitat dirigida per Jacob Tamarkin. El primer any de professor ajudant a la Universitat Stanford va ser interromput per l'entrada dels Estats Units a la Segona Guerra Mundial, durant la qua va ser meteoròleg de les Forces Aèries; acabada la guerra, va treballar una any a Boeing, empresa en la qual va introduir la computació automàtica amb màquines de targetes. A partir de 1947 va viure a Los Angeles treballant a UCLA i a l'Institut de Càlcul Numèric de l'Institut Nacional d'Estàndards i Tecnologia, fins que, el 1957, va ser nomenat professor de matemàtiques de la universitat Stanford. El 1967 li van diagnosticar un càncer de pell del qual va morir el 1972, sense deixar les seves activitats docents, administratives i de recerca fins unes setmanes abans de la seva mort.
Forsythe va ser un dels pares, potser el principal, de les ciències de la computació tal com les coneixem avui en dia. El 1965 va ser el creador del departament de ciències de la computació de la universitat Stanford, un dels primers departaments universitaris d'aquesta mena que existia. El camp més característic de les ciències de la computació són els algorismes i, en aquest camp, Forsythe va fer importants aportacions.